# Indova delta
Indova delta nastane tam, kjer se reka Ind izliva v Arabsko morje, večinoma v južni provinci Sind v Pakistanu z majhnim delom v regiji Kutč v Indiji. Delta pokriva površino približno 41.440 km² in je približno 210 km široka na mestu, kjer se sreča z morjem. Aktivni del delte meri 6000 km². Podnebje je suho, regija prejme le med 25 in 50 centimetrov padavin v običajnem letu. Delta je dom največjih sušnih mangrovih gozdov na svetu, pa tudi številnih ptic, rib in indskega rečnega delfina.
Od leta 1940 je delta prejela manj vode zaradi obsežnih namakalnih del, ki zajemajo velike količine vode Inda, preden ta doseže delto. Rezultat je bil katastrofalen tako za okolje kot za lokalno prebivalstvo. Zaradi tega so poplave v Pakistanu leta 2010 veljale za 'dobro novico' za ekosistem in prebivalstvo delte reke, saj so prinesle prepotrebno svežo vodo.
Prebivalstvo aktivnega dela delte je bilo leta 2003 ocenjeno na 900.000. Večina prebivalstva je odvisna od kmetijstva in ribištva. Gozdovi mangrove zagotavljajo les za kurjavo. Številna nekdanja naselja v delti so bila zapuščena zaradi pomanjkanja vode v Indu in prodirajočem Arabskem morju.

## Zgodovina
Po nekaterih poročilih naj bi se makedonska flota (Aleksandra Velikega) za nekaj časa zasidrala v delti reke Ind. Poškodoval jo je cunami, ki ga je povzročil potres ob Makranski obali leta 325 pred našim štetjem.
Po Tarikh-i-Hindu (znanem tudi kot Čač Nama) je do 6. stoletja našega štetja obstajalo pristanišče, imenovano Debal, v današnjem zahodnem delu delte Inda. Zdelo se je, da je bil Debal tudi baza piratov iz plemena Nagamara. Ti gusarski pohodi proti Omajadom in zavrnitev vladajočega princa, da bi rešil vprašanje, so okoli leta 710 našega štetja (Muhamed bin Kasim) pospešili muslimansko osvajanje. Debal je ostal pristanišče, zadnja zabeležena omemba pa je bila leta 1223 našega štetja. Ko je Ibn Batuta dosegel Indovo delto, je bil Debal zapuščen zaradi povečane plitvine, ki je takratnemu pristanišču onemogočalo dostop do morja.
Ko je Abasidski kalifat začel razpadati, je delta prišla pod nadzor vse bolj avtonomne province s središčem v Mansuri. Vzhodni del delte je bil še bolj neodvisen in ga je nadzorovalo pleme Sumra do leta 1053 našega štetja, ko je Alaudin Khaldži regijo prevzel pod nadzor sultanata Khaldži Delhi. Pleme je imelo več prestolnic, vendar danes nobena ni naseljena. Leta 1333 je dinastija Sama vladala vsej delti in ustanovila svojo prestolnico najprej v Samu-i (na južnem bregu jezera Keendžhar) in kasneje v Thatti. V času te dinastije se je zgodila »zlata doba domorodne vladavine« (1461-1509 n. št.) v delti in Sindu pod vladavino Džama Nizamudina II..
Od leta 1591 do 1592 je Mogulsko cesarstvo vodilo kampanjo, da bi spodnji Sind pripeljal pod cesarsko oblast, zaradi česar je delta prišla pod provinco Multan in ji je vladal Mirza Ghazi Beg. Leta 1739 je bila regija skupaj z mnogimi drugimi prepuščena Nadir Šahu. Kalhora je vladala regiji do leta 1783. Oblast je nato prešla na Talpurje, dokler jih leta 1839 ni osvojila Britanska vzhodnoindijska družba. Leta 1947 je delta Inda skupaj s preostalim delom Sinda postala del Pakistana.
Od leta 1957 je Sindh Forest and Wildlife Department zadolžen za zaščito in upravljanje 280.580 hektarjev (ocenjenih 45 %) območja delte Inda, poraslega z mangrovami. Leta 1973 je bilo 64.405 hektarjev (11 %) prenesenih na Port Kasim. Sindh Board of Revenue še naprej upravlja 272.485 hektarjev (44 %) površine. Decembra 2010 je vlada Sinda, zavedajoč se pomena ohranjanja mangrov, vse gozdove mangrov v Indovi delti razglasila za »zaščitene gozdove« v skladu z zakonom o gozdovih iz leta 1927. Poleg tega ukrepa je odbor za ohranjanje mangrov, ki ga sestavljajo vsi ustrezni deležniki so bili oblikovani za zagotovitev trajnostnega ohranjanja Indove delte Mangrove.

## Geografija
Končna ocenjena obala delte Inda z Arabskim morjem (največja dolžina v smeri obale) je približno 210 km,] 220 km in 240 km. Ker je reka Ind na različnih točkah v zgodovini zamenjala svojo lokacijo, ima 'aktivno' območje delte in celotno območje delte (vse območje, ki je bilo nekoč del delte). Skupna površina je ocenjena na 29.524 km² ali 30.000 km² in/ali 41.440 km². Aktivno območje je ocenjeno na 4762 km²] in 6000 km². Dolžina celotne delte vzdolž osi Inda je ocenjena na 240 km, medtem ko se trenutna delta razteza od Arabskega morja do južno od Tate (~100 km). Trenutno obstaja 17 večjih potokov (vključno s Sir Creekom, Bhitiaro Creekom in Kori Creekom) in številni manjši potoki.
Delta prejme skoraj vso vodo iz reke Ind, ki ima letni pretok približno 180 milijard kubičnih metrov, spremlja pa jo 400 milijonov ton mulja. Od leta 1940 so na reki Ind gradili jezove in namakalna dela. (Pravzaprav je Svetovna banka označila dela kot »največja na svetu«, namakalni sistem porečja reke Ind pa kot »največji sosednji namakalni sistem, razvit v zadnjih 140 letih« kjer koli na svetu.) To je služilo zmanjšanju pretoka vode in do leta 1994 je bil letni pretok vode v delto 43×109 m³ in letna količina izpuščenega mulja ocenjena na 100 milijonov ton. Od leta 1994 se je pretok vode zmanjšal, saj je bil Pandžabu dodeljen večji delež vode.
Podnebje delte je opisano kot sušno. V običajnem letu prejme le 250–500 mm dežja. Povprečne temperature za območje delte se gibljejo od 21 do 30 °C v juliju in 10–21 °C v januarju. Poleti v delti pihajo intenzivni monsunski vetrovi z jugozahoda, zaradi česar so deli delte prekriti z morsko vodo. Ko se ta voda umakne, pusti za seboj sol v tleh delte. Pozimi vetrovi v delto prihajajo s severovzhoda.
Poletni monsunski vetrovi prav tako prispevajo k visokim nivojem energije valov. Pravzaprav je delta podvržena najmočnejšemu valovanju od katere koli rečne delte na svetu. (Količina energije valov, ki jo delta Inda prejme v enem dnevu, je večja od tiste, ki jo prejme delta reke Misisipi v enem letu.) Skozi zgodovino je delta preživela to valovanje zaradi velikega izpusta sveže vode za preprečevanje erozije vpliva valov. Ta velika količina energije valov, skupaj s pomanjkanjem mulja, ki priteka iz reke Ind (kot je omenjeno zgoraj), je povzročila nastanek peščenih plaž.
Reka Ind je začela nastajati pred približno 50 milijoni let. Pred 25 milijoni let se je Indska nižina dvignila.

## Biotska raznovrstnost

### Rastlinstvo
Gozdovi mangrov so ena najštevilčnejših ekoloških skupnosti delte, vendar so se z leti zmanjšali. Po mnenju Haqa in drugih so do leta 1980 pokrivali površino 600.000 hektarjev in jih je bilo mogoče najti vzdolž celotne 240 km obale, v 40 % območja plimovanja in v 10 % pahljače delte. Memon poroča, da je bila površina gozdov mangrov leta 1977 263.000 hektarjev, leta 1990 pa 158.500 ha. Oba se strinjata, da sta bila to šesti največji mangrov gozd na svetu. Prej je bilo osem vrst mangrov, zdaj pa so ostale samo štiri: Aegiceras corniculatum, Avicennia marina, Ceriops tagal in Rhizophora mucronata. Med njimi Avicennia marina predstavlja 99 % populacije mangrov. Od leta 2007 so mangrove delte Inda največji puščavski podnebni mangrovi gozdovi na svetu. Vendar pa je po pobudah za ohranitev in nasade prišlo do povečanja števila mangrov. Gozdovi mangrov zdaj pokrivajo okoli 600.000 hektarjev površine. Mangrove so pod nadzorom treh različnih organizacij, in sicer:
- Oddelek za gozdove Sindh (280, 470 Ha)
- Port Qasim Authority (64, 400 Ha)*Sindh Board of Revenue (255, 130 Ha).

V delti raste tudi Arthrocnemum macrostachyum.

### Grožnje
Naravni tok vode in rodovitnih sedimentov iz reke Ind v delto je bil oviran zaradi gradnje jezov ob reki. Zmanjšanje dotoka sladke vode zaradi jezov prav tako poveča slanost, zaradi česar so vode delte neprimerne za sladkovodne vrste. V primeru indskega delfina je zajezitev reke izolirala populacijo delte od teh delfinov gorvodno. Pakistanske poplave leta 2010 so veljale za 'dobro novico' za ekosistem delte reke, saj so prinesle presežek prepotrebne sveže vode. Vlada Sinda je objavila, da je bilo zasajenih 8000 hektarjev mangrovih gozdov, razmišljalo pa se je tudi o dodatnih nasadih.
Delta se sooča z onesnaževanjem iz morja in reke Ind. Odtekanje kemikalij v reko ogroža številne vrste. Večino tega kemičnega odtoka sestavljajo kmetijski pesticidi in gnojila. Karači, največje mesto v Pakistanu, spušča odplake in izpuste iz industrijskih enot v Arabsko morje, ki so večinoma neprečiščene. Tako pristanišče Karači kot pristanišče Kasim obvladujeta precejšen ladijski promet, kar povzroči izpust nafte, od katere nekaj doseže delto. Vse to onesnaženje znižuje kakovost rečne vode, povzroča evtrofikacijo, zmanjšuje količino habitata.
Indova delta se je od leta 1833 skrčila za 92 %. Zaradi groženj je bila delta Inda 5. novembra 2002 razglašena za ramsarsko območje. WWF se ukvarja z metodami ohranjanja, da bi zmanjšala pomanjkanje sladke vode v Indovi delti.

## Prebivalstvo
Prebivalstvo delte je bilo leta 2003 ocenjeno na 900.000 (celotna populacija mangrov v delti reke Ind in Arabskem morju je bila 1,2 milijona). Znotraj delte reke je bilo približno 140.000 ljudi (16 % prebivalstva) odvisnih od gozdov mangrov za preživetje, 60 % pa je bilo odvisnih od gozdov za gorivo. Vsaj 75 % prebivalstva v aktivni delti je odvisnih od ribiške industrije. Prebivalstvo trpi zaradi pomanjkanja zdravstvenih ustanov in zdravstvenega osebja. Samo približno tretjina prebivalstva ima dostop do čiste pitne vode.
Etnične skupine spodnjega Sinda lahko najdemo v regiji delte: Mallaah, Mohano, Soomro, Samma in Jat. Vse te skupine govorijo sindi in sledijo islamu.
Delta spada v okrožji Thatta in Badin v provinci Sind. Peto največje mesto v Pakistanu, Hiderabad, leži približno 130 milj severno od ustja Inda. Mesta najdemo po vsej delti, vendar na delti južno od Hiderabada ni velikih mest. Karači, največje pakistansko mesto, leži zahodno od delte na obali Arabskega morja.
Poplave leta 2010 so razselile skoraj 1 milijon ljudi v južnem Sindu, vključno s tistimi, ki živijo v delti. Kljub temu razseljevanju in drugemu uničenju, povzročenem v preostalem delu Pakistana, pa je veliko ljudi v delti poplave štelo za 'dobro novico'. Vaščani so poročali o obilici sladke vode za pitje in kmetijstvo. Ribiči so poročali o povečanem ulovu.

### Selitev
Zaradi degradacije virov je prišlo do velikega odseljevanja ljudi iz delte Inda. Altaf Memom ocenjuje, da je bilo 90.000 razseljenih in približno 120 vasi izpraznjenih. Eden od razlogov je pomanjkanje lokalnega grmovja in rastlin, ki se uporabljajo za pripravo različnih materialov (zlasti vaščani Jata). Drugi so se preselili zaradi pomanjkanja pitne pitne vode. Pakistanski ribiški forum ocenjuje, da je med tistimi, ki so odšli, 14.400 ljudi z obale delte, večina ribičev.
Kharočan je bil do 1970-ih živahno mesto v delti. Njegovo pristanišče je bilo uporabljeno za izvoz lokalno pridelane svile, riža in lesa. Vendar pa je naraščajoča slanost uničila lokalno kmetijstvo in pristanišče je do leta 2006 izgubilo Arabsko morje.

## Gospodarstvo
Gospodarstvo delte je sestavljeno iz kmetijstva in ribištva. Od leta 2005 je bilo več kot 140.000 hektarjev uporabljenih za kmetijstvo, večinoma za gojenje riža, sledita sladkorni trs in pšenica. Ječmen, stročnice, oljna semena, koruza, proso, bombaž in sirek so drugi pomembni pridelki. Po poročanju gojijo tudi sadje, kot so kokos, mango, fige, granatno jabolka, breskve, melone, banane, guava in papaja. V delti so bili tudi veliki pašniki za pašo živine.
Od leta 2003 je bil ribolov pomemben vir dohodka. Ulov rib, odvisnih od mangrov, je bil ocenjen na 20 milijonov dolarjev letno, kozic na 70 milijonov dolarjev in morskih rakov na 3 milijone dolarjev.

## Trajnostni razvoj
Leta 2009 je Svetovni sklad za naravo (WWF) zgradil velik rezervoar za vodo s kapaciteto 12.000 litrov v vasi Tippin (pri Keti Bandar) in nekaj plastičnih rezervoarjev za shranjevanje (z zmogljivostjo 4000 litrov). Postavil je tudi 200-vatne sončne celice za oskrbo šole z elektriko. Na koncu so namestili dve 500-vatni vetrni turbini. Elektrika prej ni bila na voljo zaradi visokih stroškov vzpostavitve daljnovodov na težje dostopnem območju.
Leta 2010 je organizacija Sindh Radiant (v partnerstvu z WWF) v vasi Džat Mohamed postavila obrat za razsoljevanje na sončno energijo, ki ga je razvil Pakistanski svet za znanstvene in industrijske raziskave. Obrat lahko vsak dan zagotovi 40 litrov pitne vode. Medtem ko rastlina ne zadostuje za potrebe celotne vasi, so pakistansko ministrstvo za znanost in druge nevladne organizacije pokazale zanimanje za njeno ponovitev, da bi ublažili pomanjkanje vode v delti. Pakistanska nevladna fundacija Research and Development Foundation je prav tako začela izvajati sončno razsoljevanje v šestih vaseh v Thatti s financiranjem Oxfama.
Ekonomska in socialna komisija Združenih narodov za Azijo in Pacifik je ocenila potencial za proizvodnjo 100 KW električne energije z izkoriščanjem moči plimskih tokov vzdolž 170 km (110 milj) obale delte.

## Pakistansko-indijski konflikt
Pakistanski ribiči v delti se vse pogosteje soočajo s pridržanji, ker so med ribolovom nenamerno zašli v indijske vode. Ribiči so bili zaradi uničenja ekosistemov drugje v delti prisiljeni loviti blizu meje. Ker so meje med Indijo in Pakistanom na nekaterih območjih slabo označene (npr. Sir Creek), ribiči pogosto ne vedo, kdaj so prečkali mejo. Nevladne organizacije pravijo, da lahko po indijski zakonodaji ribiča čaka največ tri mesece zapora in denarna kazen v višini 12 dolarjev. Vendar jih večino zaprejo za leto dni, njihove čolne pa prodajo na dražbi. Indijski ribiči, ki prečkajo Pakistan, se soočajo s podobno usodo.